# مطار ود مدني
مطار ود مدني (بالإنجليزية: Wad Madani Airport)‏ هو مطار يخدم مدينة ود مدني في السودان.

## وصلات خارجية
- نبذة عن مطار ود مدني  على فريبيس